# Kutir-Nakhunte III
Kutir-Nakhunte o Kudur-Nakhunte va ser rei d'Elam i Babilònia. Formava part de la dinastia dels Sutrúquides.
El seu pare Sutruk-Nakhunte va conquerir Babilònia, va matar el rei Zababaixumaiddina i va donar la corona al seu propi fill. Es va haver d'enfrontar amb la revolta cassita dirigida per Enlilnadinakhi, que va regnar del 1157 aC al 1156 aC aproximadament, al que va derrotar i va fer presoner. Les cròniques de Babilònia diuen de Kutir-Nakhunte que "els seus crims van ser encara més grans que els del seu pare", ja que va organitzar una ocupació permanent de l'Imperi babiloni, cosa que va provocar la insurrecció d'Enlilnadinakhi, un rei que "va tractar Elam com a un país enemic". Kutir-Nakhunte va respondre durament, i "va escombrar tota la població de Babilònia com si fos un nou diluvi, convertint la ciutat i els temples en un munt de ruïnes".
Potser l'any 1156 aC va heretar el tron d'Elam per la mort del seu pare i va unir Babilònia a aquest regne com a província. Va regnar poc temps i el va succeir el seu germà Silkhak-Inshushinak.